# Станимашко македоно-одринско дружество
Станимашкото македоно-одринско дружество е местно дружество на Македоно-одринската организация, най-активното в Родопите.

## История

### Ранни години
На 12 март 1895 година, след образуването на Пловдивското македоно-одринско дружество през януари, около 80 македонци, одринци и местни българи се събират и решават да образуват дружество, като избират и комитет, която да направи подготовката на организацията, както и представител на Първия македонски конгрес.
Официално дружеството е учредено на 4 юни 1895 година в състав от около 30 души, като в настоятелството влизат Тошо Мимидичков, председател, отец Иван Бухлев, подпредседател, Георги Даракчиев, секретар, и Иван Хаджиев, касиер.
В началото на юни в Станимака пристига изпратеният от Македонския комитет Петко войвода, който заедно с Георги Христов Маламата набира доброволци за чета. В града е сформирана Пловдивско-станимашката чета, която под командването на Маламата участва в Четническата акция, взаимодействайки с Трета сярска дружина на поручик Тома Давидов.
След акцията дейността на дружествата на МОО в Родопите затихва, като единствено това в Станимака води нормален организационен живот с 22 – 25 членове.
След 1899 година при председателстването на Борис Сарафов в София, дружеството заедно с цялата МОО преживява бурен подем. Настоятелството му е в състав отец Владимир Димитров, председател, Никола Настев, подпредседател, Иван Хаджиев, касиер, и Сава Тодоров, секретар. През есента на 1899 година организационната територия е разделена на пет участъка, в които са изпратени делегати за пропаганда, събирне на пари и учредяване на клонове. Първият клон е създаден в Тополово на 19 октомври под председателството на Атанас Згуровски и на следната година става самостоятелно дружество. Създадени са още осем клона, четири от които в планинските села - Горно Арбанаси, Долно Арбанаси, Мулдава и Червен. В почти всички села са създадени комитети за събиране на дарения в пари и натура.
На 30 януари 1903 година МОО заедно с провинциалните дружества са разпуснати от правителството. Пловдивското дружество се възражда като Македоно-одринско благотворително братство.

### След Първата световна война
На 10 октомври 1922 година в Станимака се провежда общо събрание на македонските бежанци в града като е основано Македонското бежанско културно-просветно братство. Събранието избира временно бюро в състав Михаил Кочев – председател, а Стоян Благинев и Атанас Войводов са негови членове. Приет е устав, за патронен празник е избран Илинден, а назначеното ръководство е в състав Георги Христов (председател), Никола Андреев (подпредседател), Михал Кочев (секретар), Атанас Войводов (касиер), Никола Македонски (съветник), а в контролния съвет влизат Тодор Пройков, Кръстю Клепачев и Коста Кючуков. През 1923 година делегати от братството на обединителния конгрес на СМЕО и МФРО са Атанас Войводов, Димитър Тютюнов, Марин Ванчев и Никола Андреев.
| Членове основатели на братството от октомври 1922 година | Членове основатели на братството от октомври 1922 година | Членове основатели на братството от октомври 1922 година | Членове основатели на братството от октомври 1922 година |
| Име                                                      | Местораждане                                             | Занаятие                                                 |                                                          |
| -------------------------------------------------------- | -------------------------------------------------------- | -------------------------------------------------------- | -------------------------------------------------------- |
| Тома Желински                                            | Желин                                                    | градинар                                                 |                                                          |
| Михал Желински                                           | Желин                                                    | градинар                                                 |                                                          |
| Георги Христев                                           | Хрупища                                                  | учител                                                   |                                                          |
| Димитър Ламбрев                                          | Хрупища                                                  | градинар                                                 |                                                          |
| Григор Паспалов                                          | Нестрам                                                  | зидар                                                    |                                                          |
| Христо Паспалов                                          | Нестрам                                                  | мелничар                                                 |                                                          |
| Васил Пандев                                             | Нестрам                                                  | мелничар                                                 |                                                          |
| Живко Павлов                                             | Нестрам                                                  | тютюнев работник                                         |                                                          |
| Димитър Павлов                                           | Нестрам                                                  | тютюнев работник                                         |                                                          |
| Пандо Павлов                                             | Нестрам                                                  | чиновник                                                 |                                                          |
| Георги Фотев                                             | Нестрам                                                  | тютюнев работник                                         |                                                          |
| Димитър Попмарчев                                        | Нестрам                                                  | мелничар                                                 |                                                          |
| Васил Атанасов                                           | Маняк                                                    | мелничар                                                 |                                                          |
| Коста Иванов Кичуков                                     | Жужелци                                                  | мелничар                                                 |                                                          |
| Иван Иванов Кичуков                                      | Жужелци                                                  | мелничар                                                 |                                                          |
| Андон Кичуков                                            | Жужелци                                                  | мелничар                                                 |                                                          |
| Щерю Ф. Димов                                            | Жужелци                                                  | мелничар                                                 |                                                          |
| Симеон Лазаров Желев                                     | Жужелци                                                  | работник                                                 |                                                          |
| Наум Янев                                                | Смърдеш                                                  | зидар                                                    |                                                          |
| Иван Гавраилов                                           | Галичник                                                 | чиновник                                                 |                                                          |
| Христо Гавраилов                                         | Галичник                                                 | млекар                                                   |                                                          |
| Тодор Пройчев                                            | Горно Броди                                              | тютюнопроизводител                                       |                                                          |
| Марин Вълчев                                             | Горно Броди                                              | чиновник                                                 |                                                          |
| Стоян Блажков                                            | Горно Броди                                              | тютюнопроизводител                                       |                                                          |
| Петър Ив. Мънгов                                         | Горно Броди                                              | тютюнопроизводител                                       |                                                          |
| Георги Андреев                                           | Горно Броди                                              | хлебар                                                   |                                                          |
| Петър Ляпчев                                             | Горно Броди                                              | зидар                                                    |                                                          |
| Тодор Ванчев                                             | Горно Броди                                              | търговец                                                 |                                                          |
| Никола Сивастаров                                        | Горно Броди                                              | зидар                                                    |                                                          |
| Спиро Бобутев                                            | Горно Броди                                              | зидар                                                    |                                                          |
| Васил Балтаджиев                                         | Горно Броди                                              | земеделец                                                |                                                          |
| Атанас Войводов                                          | Карлъково                                                | чиновник                                                 |                                                          |
| Мар. Н. Кирков                                           | Карлъково                                                | земеделец                                                |                                                          |
| Васил Войводов                                           | Карлъково                                                | земеделец                                                |                                                          |
| Петър Кацаров                                            | Богородица                                               | тютюнопроизводител                                       |                                                          |
| Михаил Качев                                             | Гевгели                                                  | адвокат                                                  |                                                          |
| Диню Ф. Доганов                                          | Гевгели                                                  | млекар                                                   |                                                          |
| Никола Георгиев                                          | Калапот                                                  | хлебар                                                   |                                                          |
| Атанас Василев                                           | Калапот                                                  | тютюнев работник                                         |                                                          |
| Кръстьо Клепачев                                         | Калапот                                                  | тютюнев работник                                         |                                                          |
| Петър Иванов Кирев                                       | Струмица                                                 | тютюнев работник                                         |                                                          |
| Ангел Николов                                            | Ковачевица                                               | предприемач                                              |                                                          |
| Ангел Попапасов                                          | Ковачевица                                               | зидар                                                    |                                                          |
| Никола Стоянов                                           | Мъклен                                                   | варжия                                                   |                                                          |
| Никола Андреев                                           | Мъклен                                                   | търговец                                                 |                                                          |
| Коста Василев                                            | Дряново                                                  | тютюнопроизводител                                       |                                                          |
| Димитър Апостолов                                        | Дряново                                                  | тютюнопроизводител                                       |                                                          |
| Никола Македонски                                        | Топр. Битолско                                           | предприемач                                              |                                                          |
| Кочо Ангелов                                             | Калапот                                                  | тютюнев работник                                         |                                                          |
| Атанас К. Малинов                                        | Калапот                                                  | тютюнев работник                                         |                                                          |
| Ангел Костадинов                                         | Калапот                                                  | тютюнев работник                                         |                                                          |
| Иван Костадинов                                          | Калапот                                                  | бакалин                                                  |                                                          |
| Георги Иванов Стефанов                                   | Калапот                                                  | тютюнев работник                                         |                                                          |
| Атанас Попянев                                           | Калапот                                                  | тютюнев работник                                         |                                                          |
| Иван Атанасов Дуков                                      | Калапот                                                  | тютюнев работник                                         |                                                          |
| Димитър Граматиков                                       | Кърчово                                                  | тютюнев работник                                         |                                                          |
| Димитър Марков                                           | Плевня                                                   | тютюнев работник                                         |                                                          |
| Кирил Пейчев                                             | Плевня                                                   | тютюнев работник                                         |                                                          |
| Георги Марков                                            | Плевня                                                   | тютюнев работник                                         |                                                          |
| Михаил Кръстев                                           | Просечен                                                 | лекар                                                    |                                                          |
| Серафим Петрев                                           | Дебърско                                                 | млекар                                                   |                                                          |
| Атанас Маровски                                          | Костурско                                                | млекар                                                   |                                                          |
| иконом Владим. Димитров                                  | Горно Броди                                              | архитектурен наместник                                   |                                                          |
| Петър Нотев                                              | Горно Броди                                              | колар                                                    |                                                          |
| Димитър Георгиев                                         | Горно Броди                                              | тютюнев работник                                         |                                                          |
| Иван Балтаджиев                                          | Горно Броди                                              | тютюнев работник                                         |                                                          |
| Кочо Рачков                                              | Горно Броди                                              | тютюнев работник                                         |                                                          |
| Георги Иванов Дърев                                      | Горно Броди                                              | тютюнопроизводител                                       |                                                          |
| Атанас Горев                                             | Горно Броди                                              | тютюнопроизводител                                       |                                                          |
| Петър Петелов                                            | Горно Броди                                              | тютюнев работник                                         |                                                          |
| Илия Анастасов Газенев                                   | Горно Броди                                              | тютюнев работник                                         |                                                          |
| Илия Попстоянов                                          | Мъклен                                                   | свещеник                                                 |                                                          |
| Атанас Чакманов                                          | Мъклен                                                   | тютюнев работник                                         |                                                          |

На 14 юни 1925 година е избрано ново настоятелство на братството в състав Александър Думбалаков (председател), Христо Сърбинов (подпредседател), М. Ванчев (секретар), Ж. Павлов (касиер) и Н. Андреев (съветник). На 28 октомври същата година е гласувано ново настоятелство в състав Атанас Ченгелев (председател), Георги Гажалов (подпредседател), Марин Ванчев (секретар), Живко Иванов / Павлов (касиер), а съветници са архимандрит Паисий, Владимир Димитров и Никола Македонски. В контролната комисия влизат отец Иеринеа, Васил Андреев и Пандо Павлов.
През 1926 година в настоятелството на дружеството влизат Атанас Димитров Ченгелев, Георги Н. Гаджалов, Марин Петров Ванчев, Живко Павлов Тютюнов, Паисий Станимашки и Никола Македонски. Активен член на братството е и Димитър Сурлев, бежанец от Грубевци. В 1937 година е конституирано ново настоятелство в състав Никола Георгиев Самсаров (председател), Тома Василев Стружев (подпредседател), Перикли Алексиев Стефанов (секретар), Костадин Тренд. Василев (касиер) и членове Живко Павлов Тютюнов, Борис Василев Томов и Илия Георгиев Ючев. В контролната комисия влизат Иван Костов Николов, Григор Ат. Джиголинов и Симо Костов Петров.